# Klaviersonate Nr. 1 (Brahms)

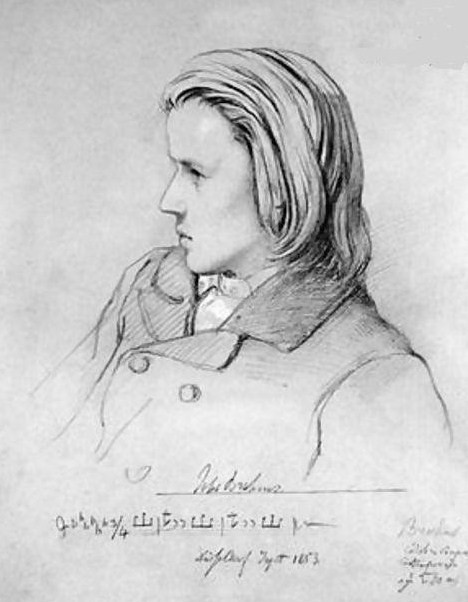
Der junge Johannes Brahms (1853)

Die Klaviersonate C-Dur op. 1 von Johannes Brahms steht am Anfang der Opus-Zählung seiner Werke. Er widmete sie dem Geiger Joseph Joachim und spielte die Uraufführung am 17. Dezember 1853 im Leipziger Gewandhaus.
In dem zwischen 1852 und 1853 entstandenen, aus vier Sätzen bestehenden temperamentvollen Werk ist der Einfluss Ludwig van Beethovens deutlich vernehmbar.
Brahms komponierte lediglich drei Klaviersonaten, die in seine frühe Schaffenszeit fallen und belegen, wie intensiv er sich bereits mit thematischen und harmonischen Fragen beschäftigt hatte. 
In den schwungvollen Werken verband er traditionelle Formkonzepte der Sonate mit Entwicklungen der Romantik und ließ mit der Neigung zur Variation und zum Volkslied bereits eine individuelle Handschrift erkennen.

## Zur Musik

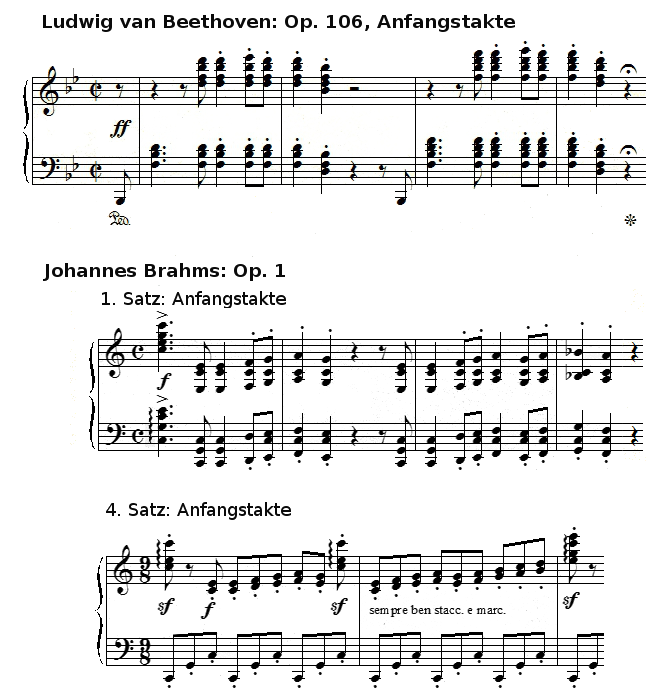
Die Anfangstakte der Hammerklaviersonate op. 106 von Ludwig van Beethoven und der Klaviersonate op. 1, 1. und 4. Satz, von Johannes Brahms im Vergleich

Der ausgedehnte erste Satz (Allegro) erinnert bisweilen an eine Ballade und hat mit seinen kraftvollen Aufschwüngen, dem vollgriffigen Klaviersatz, der Kontrapunktik und Vielfalt sinfonisch-orchestralen Charakter. Der wuchtige Beginn des ersten Themas deutet rhythmisch auf das Hauptmotiv der Hammerklaviersonate Beethovens; mit der Waldsteinsonate vergleichbar führt Brahms das Thema bei seiner Wiederholung nach B-Dur.
Er greift das akkordische erste Thema auch in den folgenden Sätzen auf und schafft so Beziehungen, die sich über die gesamte Sonate erstrecken. 
Eine figurierte Überleitung führt zum innigen zweiten Thema in a-Moll (con espresione) in Takt 39, dem in Takt 59 ein weiteres Seitenthema folgt, das vom motivischen Kern des Hauptthemas abgeleitet ist.
In der mit Takt 88 in c-Moll beginnenden Durchführung arbeitet er überwiegend mit den aufgespaltenen Seitensatzthemen und kombiniert diese mit dem Hauptthema, was etwa in Takt 104 zu einer Klangschichtung führt, bei der das erste Thema mit der linken und das Seitenthema gleichzeitig mit der rechten Hand gespielt wird.
Den zweiten, langsamen Satz (Andante, 2/4) in c-Moll überschrieb Brahms mit den Worten „Nach einem altdeutschen Minnelied“, während er die Takte mit einem lyrischen Text unterlegte. Anders als die Überschrift vermuten lässt, gehen weder die Melodie noch die Worte auf ein Minnelied, sondern auf das Volkslied „Verstohlen geht der Mond auf“ zurück, das er der Sammlung Deutsche Volkslieder mit ihren Original-Weisen von Anton Wilhelm von Zuccalmaglio entnahm. Durch diesen Bezug ist das Andante mit dem langsamen Satz seiner dritten Klaviersonate op. 5 verbunden, dem er eine Strophe von C. O Sternau voranstellte: „Der Abend dämmert, das Mondlicht scheint…“ 
Das zweiteilige Thema teilt er auf Vorsänger (Takte 1–2) und Chor (Takte 3–4) auf und stellt so Einstimmigkeit und Akkordbildung einander gegenüber. Dem Thema folgen drei Variationen und eine epilogische Wiederholung, bei denen die Melodie selbst nicht wesentlich verändert wird und die noch nicht dem Konzept genügen, mit dem er die Gattung später weiterführte. Am Ende transponiert er das Thema über dem repetierten Orgelpunkt c nach C-Dur.
Der attacca sich anschließende dritte Satz ist ein wildes Scherzo in e-Moll (Allegro molto e con fuoco, 6/8). Nach einem sequenzierten Zwischenspiel wiederholt er, kontrapunktisch variiert, das Scherzo-Thema und leitet ab Takt 101 in ein dreiteiliges C-Dur-Trio (più mosso, 3/4), in dem sich eine aufsteigende innige Melodie über einer fortlaufenden Achtelbewegung entfaltet und stellenweise mit schmerzlicher Chromatik versehen ist.
Das Scherzo ist grifftechnisch äußerst anspruchsvoll und präsentiert – wie das Finale – bereits einige der typischen technischen Herausforderungen der Brahmsschen Klaviermusik, zu denen Terzläufe, Oktaven, vollgriffige Akkorde und vertrackte Sprünge gehören. Anweisungen wie feroce (wild) und strepitoso (lärmend) sowie rhythmische Raffinessen und Akzentverschiebungen durch Hemiolen prägen den jugendlichen Schwung des Gebildes.
Das Finale (Allegro con fuoco, 9/8) ist ein rondoähnlicher Parforceritt, dessen aufsteigendes, an Beethoven angelehntes Thema sich erneut vom Beginn des ersten Satzes ableitet. Das Ritornell setzt sich aus drei viertaktigen Abschnitten zusammen, die sich harmonisch von D-Dur, über e-Moll nach E-Dur bewegen. Der Überschwang des Geschehens wird durch zwei ruhige und innige Couplets in G-Dur und a-Moll vorläufig gebremst. Im ersten prägen kantabel-sehnsüchtige Septklänge den Charakter, während das zweite, dem nahezu unveränderten Refrain folgende Couplet volksliedhaft ist und als Lied ohne Worte betrachtet werden kann. Wie Brahms seinem Freund Albert Dietrich später erklärte, habe er bei der Komposition des Seitenthemas an die Zeile Mein Herz ist im Hochland des schottischen Dichters Robert Burns gedacht. Nach weiteren dynamisch-agogischen Steigerungen folgt ab Takt 228 eine stürmische Coda im 6/8-Takt (Presto non troppo, ed agitato).

## Entstehung
Seine C-Dur-Sonate entstand in zwei Schritten. Hatte er das Andante bereits im April 1852 komponiert, schrieb er die anderen drei Sätze erst im Frühjahr 1853 vor einer Konzertreise mit dem Violinisten Ede Reményi. Trotz der Opuszahl ist die C-Dur-Sonate nach der 1852 in Hamburg komponierten fis-Moll-Sonate op. 2 entstanden, allerdings früher uraufgeführt worden. Brahms selbst spielte sie 1853 im Leipziger Gewandhaus, während op. 2 erst 1882 von Hans von Bülow im Rahmen eines Brahms-Abends in Wien gespielt wurde. Das Scherzo in es-Moll op. 4 hatte er bereits 1851 geschrieben.
Dass Brahms sie im Spätherbst 1853 der fis-Moll-Sonate vorzog und mit der Opus-Zahl 1 an den Anfang seines Schaffens stellte, kann auf ihre klassizistischen Tendenzen zurückzuführen sein. Offenbar hielt er die Sonate für seine bislang beste Komposition. So äußerte er gegenüber Louise Japha: „Wenn man sich zuerst zeigt, sollen die Leute die Stirn und nicht den – Fuß sehen.“

## Hintergrund

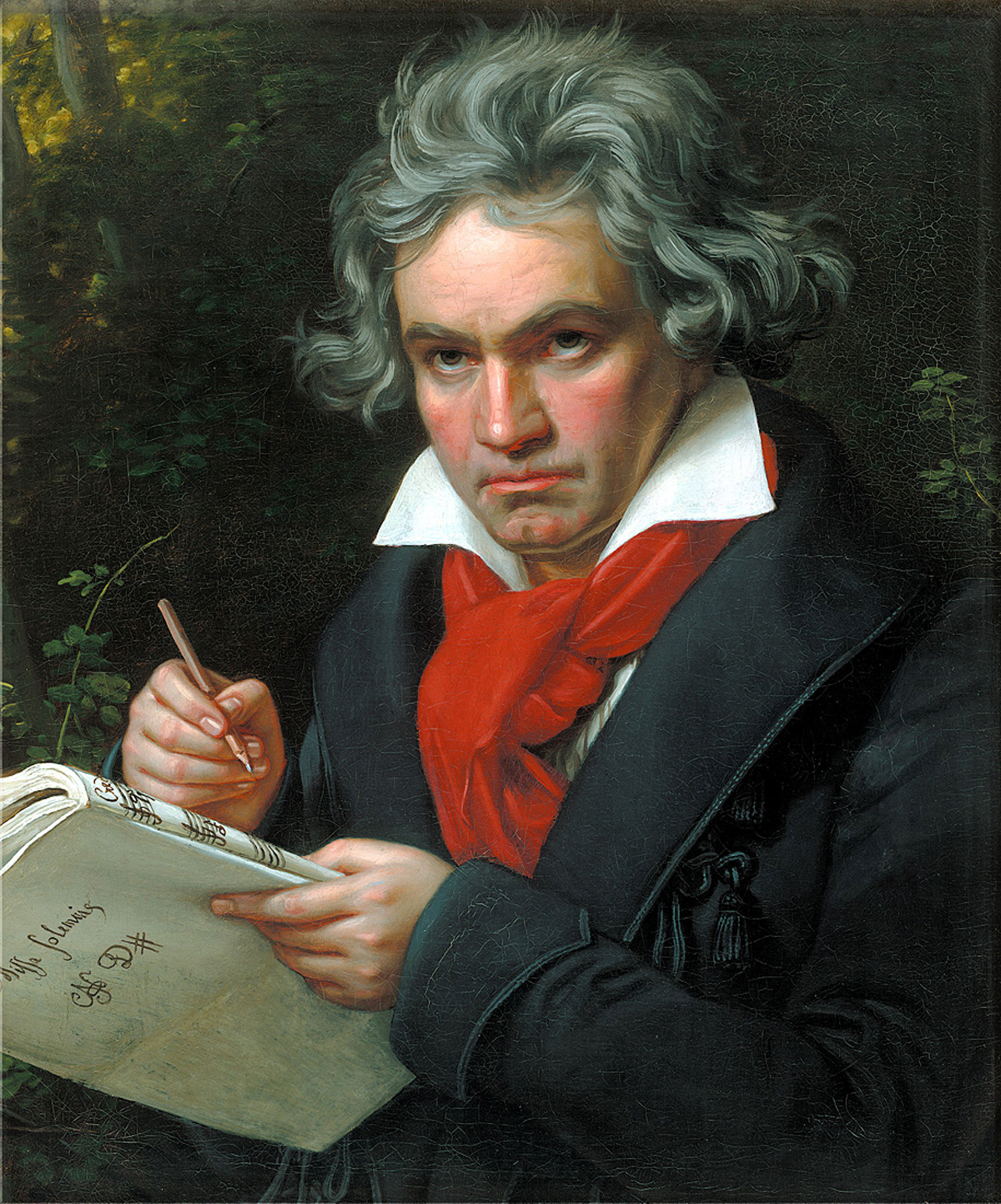
Ludwig van Beethoven (1770–1827); idealisierendes Gemälde Joseph Karl Stielers von 1820

Klavierwerke stehen am Beginn wie am Ende des Schaffens von Johannes Brahms. Während er sich im Bereich der Sinfonik und des Streichquartetts (zwei Quartette in c- und a-Moll op. 51, ein Quartett in B-Dur op. 67) sehr lange Zeit ließ, bevor er etwas veröffentlichte, wandte er sich mit seinen drei von jugendlichem Elan geprägten Klaviersonaten bereits als junger Musiker einer traditionsgebundenen Gattung zu, die stark von Beethoven geprägt worden war. Dieses Vermächtnis erschwerte den Zugang zu einer Form, die von einigen Komponisten wie Felix Mendelssohn Bartholdy und Robert Schumann zwar aufgegriffen worden war, aber um 1850 nicht mehr sehr aktuell schien.
Da seine frühe Ausbildung sich auf das Klavier stützte, war ihm das Instrument sehr vertraut, weswegen es andererseits nicht verwundert, dass seine ersten Kompositionen diesem Instrument galten. Es entstanden Solowerke, aber auch Kammermusik und Vokalmusik mit Klavierbegleitung. Als äußerst versierter Pianist konnte er seine eigenen Werke spielen und ohne größere Schwierigkeiten mit anderen Musikern aufführen.
Viele Jahre später schrieb er im Zusammenhang mit dem Doppelkonzert a-Moll für Violine, Violoncello und Orchester op. 102 der verehrten Clara Schumann, es sei doch etwas „anderes, für Instrumente zu schreiben, deren Art und Klang man nur so beiläufig im Kopf hat, die man nur im Geist hört – oder für ein Instrument schreiben, das man durch und durch kennt, wie ich das Klavier, wo ich durchaus weiß, was ich schreibe und warum ich so und so schreibe.“